# Mademoiselle Germaine Trochon
'Mademoiselle Germaine Trochon' est un cultivar de rosier obtenu par le rosiériste lyonnais Joseph Pernet-Ducher en 1893. Cet hybride de thé, classé à l'origine dans les Pernetianae, fait partie de la longue série de descendants de Rosa foetida créés par Pernet-Ducher à la recherche de la rose jaune idéale. Elle a eu un grand renom en Angleterre grâce à sa bonne remontée d'automne. Elle n'est plus commercialisée.

## Description
Cette variété présente un buisson érigé de 100 cm très vigoureux. Il donne des fleurs globuleuses (17-25 pétales) fleurissant plutôt en solitaires par petits bouquets. Ses pétales sont de couleur jaune avec des nuances orangées et chamois, et le cœur jaune nankin.
Elle est issue du croisement de 'Victor Verdier' (Lacharme, 1859) et de 'Madame Eugène Verdier' (Levet, 1882). On peut encore l'admirer dans des roseraies anglaises, en Nouvelle-Angleterre aux États-Unis et en Australie où elle a eu un grand succès jusqu'entre les deux-guerres, avant d'être détrônée par des variétés plus robustes. Il existe aussi une variété grimpante.